# Johann Fichard

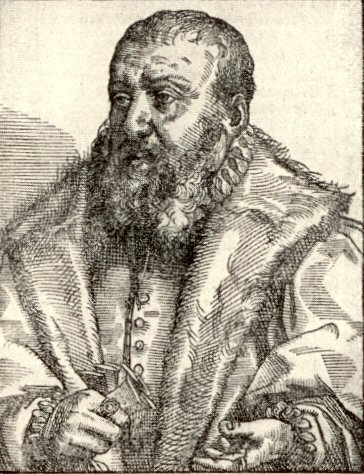
Johann Fichard

Johann Fichard, seit 1541: von Fichard (* 23. Juni 1512 in Frankfurt am Main; † 7. Juni 1581 ebenda) war ein führender deutscher Jurist des 16. Jahrhunderts.

## Leben
Johann Fichard wurde 1512 in Frankfurt am Main geboren. Sein Vater war der 1502 aus Gemünden im Hunsrück nach Frankfurt gekommene Rektor der Stiftsschule des Liebfrauenstifts, Johann Fichard d.Ä. (1470–1530), der 1509 das Frankfurter Bürgerrecht erworben hatte, seine Mutter dessen Frau Margarete geb. Kratzenberger.
Er besuchte die 1520 gegründete Frankfurter Lateinschule unter Rektor Jakob Micyllus und studierte Rechtswissenschaften, zunächst ab 1528  in Heidelberg, ab 1530 in Freiburg, dazwischen kurze Zeit in Basel. 1531 wurde er bei Ulrich Zasius in Freiburg promoviert.
1536 unternahm er eine Reise nach Italien. In Asti ließ er sich in die Arbeit der kaiserlichen Kanzlei einführen und studierte neun Monate an der Universität Padua. Im Herbst 1537 kehrte er nach Frankfurt zurück, wo er als Anwalt und juristischer Berater der Stadt, aber auch für andere Städte und umliegende Territorialherren arbeitete. Zugleich betätigte er sich als juristischer Schriftsteller.

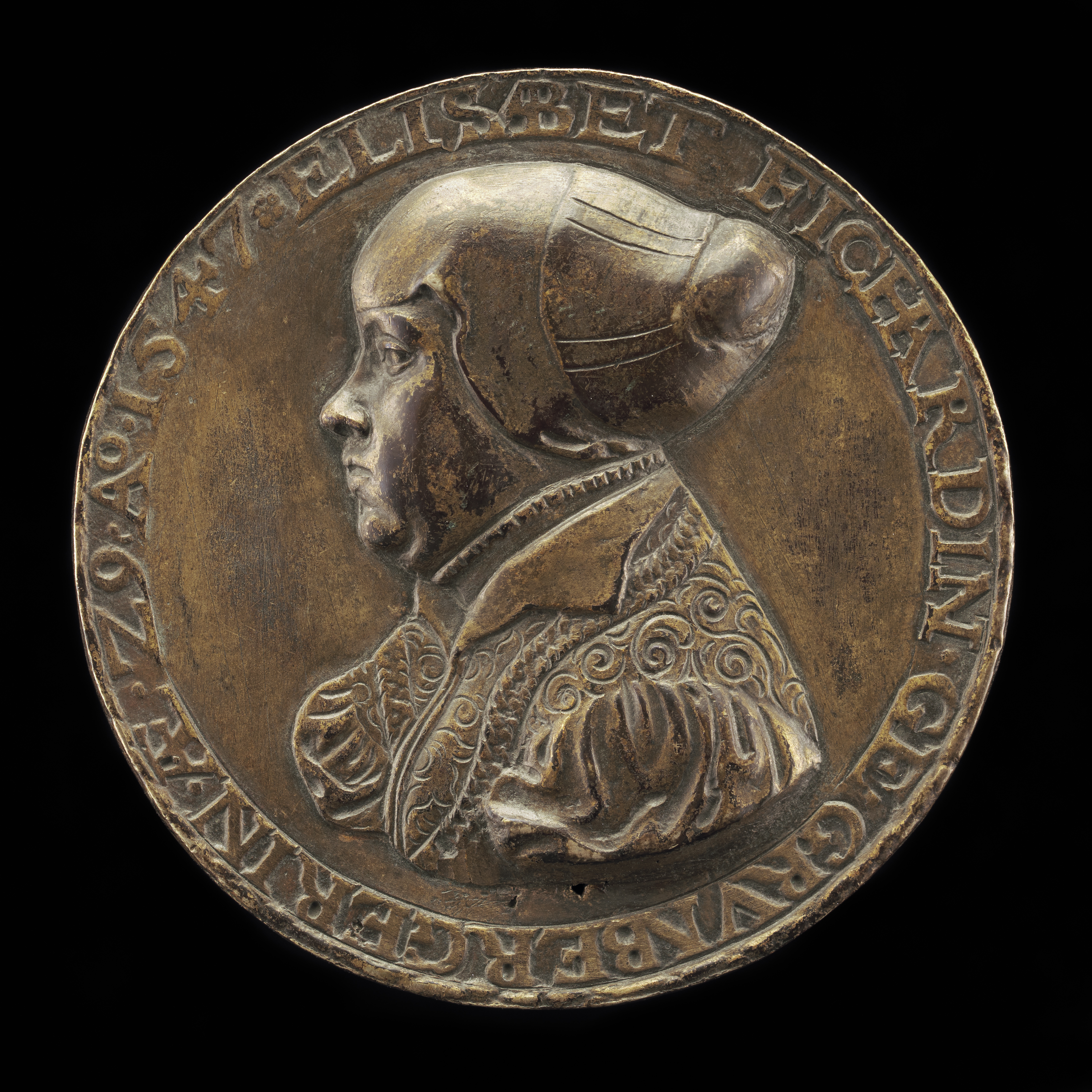
Elisabeth von Fichard (1547)

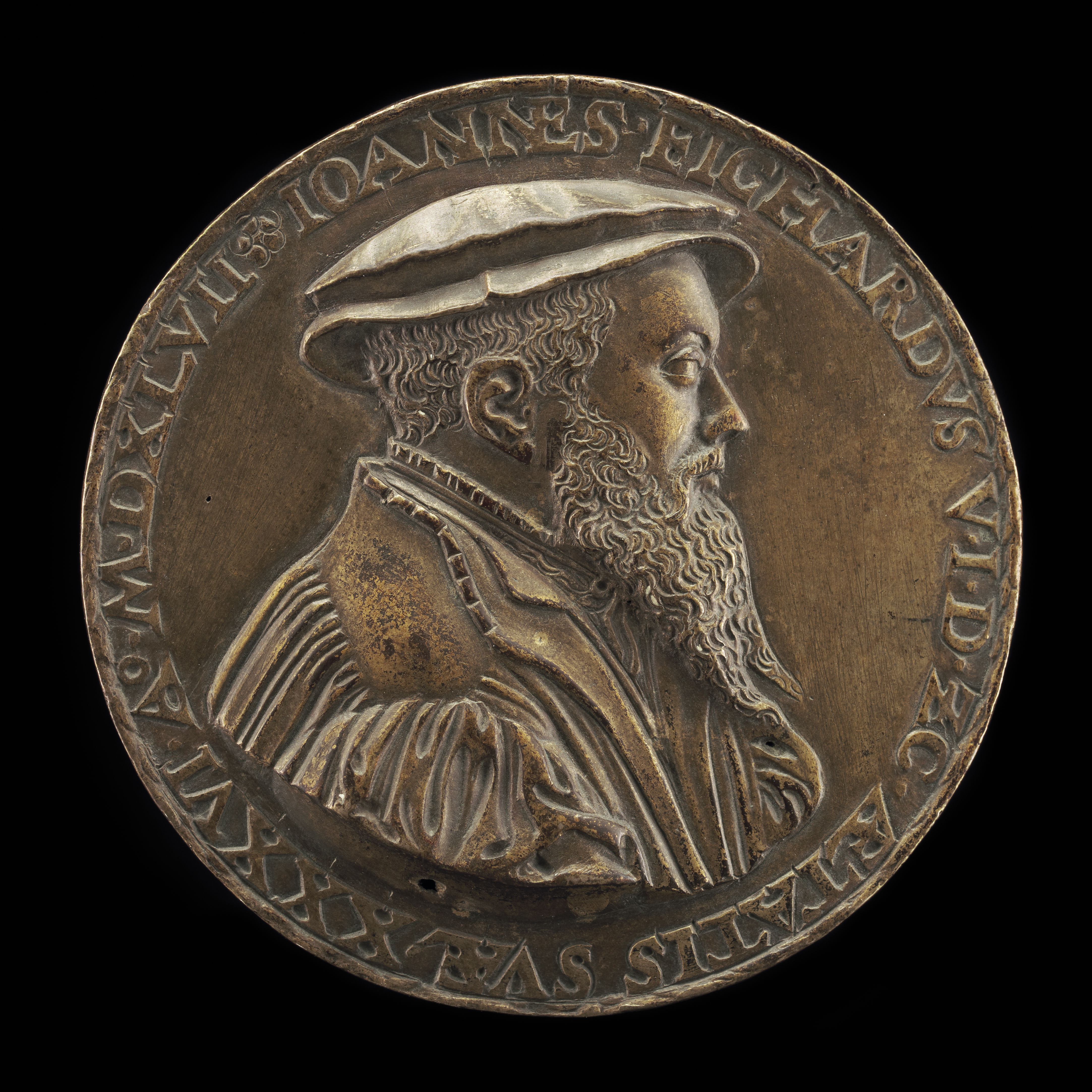
Johann von Fichard (1547)

1539 heiratete Fichard die Patriziertochter Elisabeth Grünberger und wurde in die Adelige Gesellschaft Alten Limpurg aufgenommen. Am 26. Januar 1541 erhob ihn Kaiser Karl V. in den Adelsstand. Zu seinen Nachfahren, der Familie von Fichard, zählen u. a. der Kaiserliche Rat und mehrfache Frankfurter Bürgermeister Johann Karl von Fichard (1695–1771) und der Historiker Johann Karl von Fichard gen. Baur von Eysseneck. Der letzte Nachfahre fiel im Zweiten Weltkrieg. Nach der Familie Fichard ist die Fichardstraße im Frankfurter Nordend benannt.
Zwischen 1537 und 1542 verfasste Johann Fichard eine Autobiographie mit dem Titel Descriptio brevis cursus vitae meae J. Fichard j.u.d. et patris mei. Die Autobiographie beschreibt seinen Lebensweg bis zum 30. Lebensjahr und bringt uns einen Mann auch persönlich nahe, dessen Vielseitigkeit und Weltläufigkeit für die Bildungsmöglichkeiten der Besten seiner Zeit kennzeichnend ist (Franz Wieacker). Eine weitere Biographie Fichards stammt aus der Feder seines Zeitgenossen Heinrich Petreus und ist in Christian Gottlieb Buders Vitae clarissimorum iure consultorum abgedruckt.

## Anwaltliche Tätigkeit
Seine berufliche Karriere begann er als Advokat, später Prokurator, am Reichskammergericht in Speyer. 1533 wurde er Syndicus in seiner Heimatstadt Frankfurt.
In den Beginn seiner Frankfurter Amtszeit fiel die Einführung der Reformation in Frankfurt und die Abschaffung der römisch-katholischen Messe am 21. April 1533. Daraufhin verklagte der Erzbischof von Mainz, Diözesanbischof für Frankfurt, die Stadt vor dem Reichskammergericht wegen Landfriedensbruchs und überzeugte Kaiser Karl V., als Nebenkläger gegen Frankfurt aufzutreten. Um der drohenden Verurteilung entgegenzuwirken, strebte die Stadt einen Vergleich an und versuchte Bündnisse mit anderen protestantischen Reichsständen zu schließen. Dabei vertrat Fichard die Freie Reichsstadt Frankfurt in diplomatischer Mission an mehreren Fürstenhöfen sowie bei den Reichsstädten Nürnberg und Augsburg.
Nach seiner Rückkehr von der Italienreise repräsentierte Fichard die Stadt auf mehreren Reichstagen.

## Werke

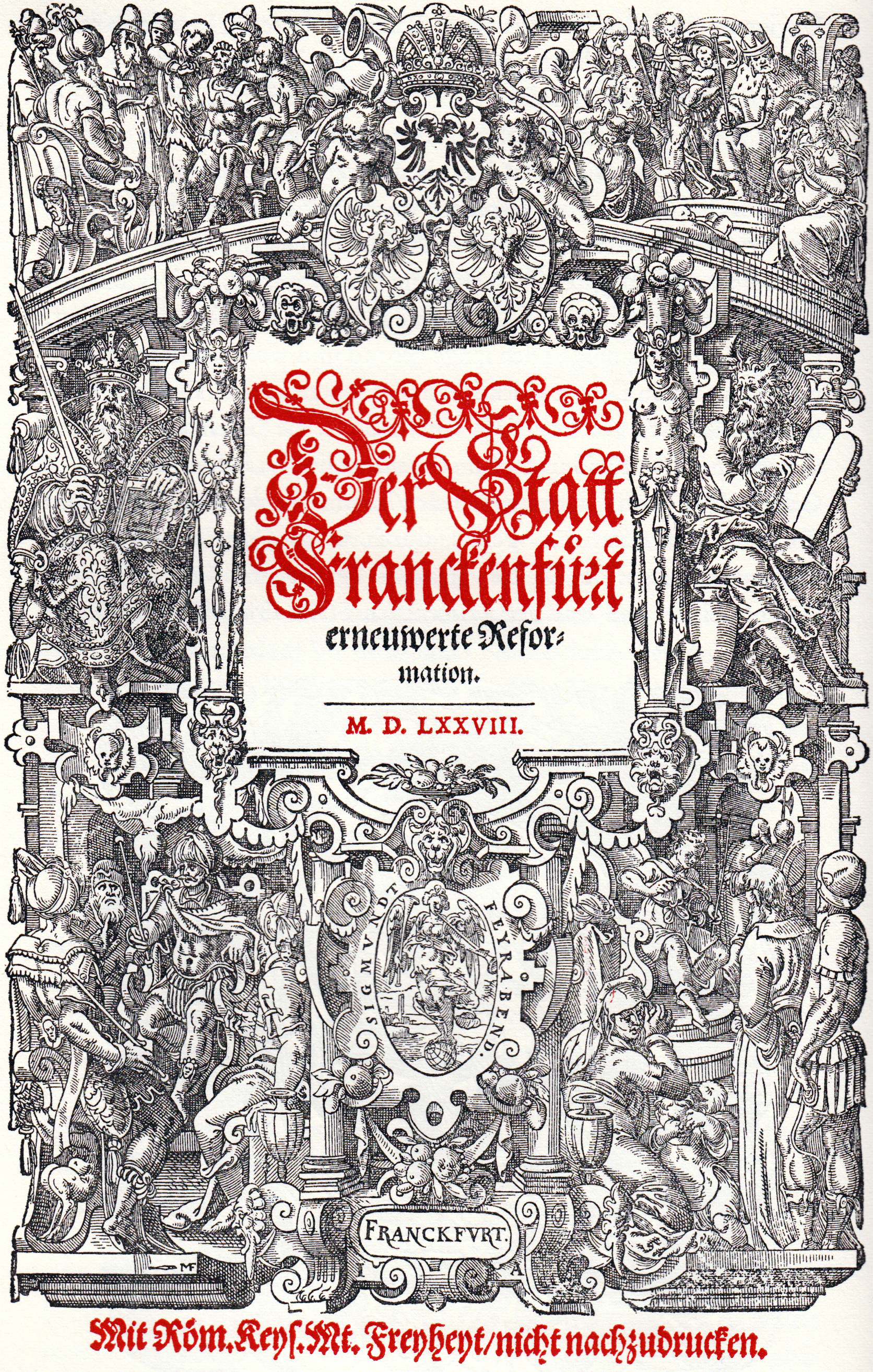
Titelblatt „Der Statt Franckenfurt erneuwerte Reformation. M. D. LXXVIII.“

Johann Fichard arbeitete als Jurist in einem Umfeld, dessen Recht zum Teil noch nicht verschriftlicht und im Übrigen nur in einzelnen Verordnungen, Aufzeichnungen oder Sammlungen, zudem oft einzelfallbezogen, festgehalten wurde. Der aus dem römischen Recht kommende, systematisierende Zugriff auf die gesamte Rechtsmaterie stellte eine große Veränderung der Rechtskultur dar. Ab dem 15. Jahrhundert verbreitete sich diese Form des Umgangs mit Recht zunehmend. Auch inhaltlich wurde es in diesem Prozess von römischem Recht durchdrungen, da die Redaktoren ja an ebendiesem römischen Recht in den Universitäten ausgebildet wurden. Dieser Vorgang wird allgemein als Rezeption bezeichnet.
Der Nachruhm Johann Fichards gründet sich vor allem auf seine bedeutenden redaktionellen Arbeiten beim Aufbereiten und systematischen Darstellen des geltenden Rechts von Frankfurt und in der Wetterau. Die bedeutendsten Leistungen Johann Fichards waren:
- das Solmser Landrecht von 1571 (Deren Gravenschafften Solms und Herrschaft Mintzenberg Gerichts-Ordnung und Landrecht) und
- Der Stadt Frankfurt erneuerte Reformation von 1578.

Beide Werke übten einen weit über ihren ursprünglichen Geltungsbereich hinausgehenden Einfluss aus, nicht zuletzt weil sie wissenschaftlich, sprachlich und didaktisch sehr gelungen waren und ähnliche Werke anderer Autoren in dieser Hinsicht übertrafen. Beide Rechte blieben als Partikularrecht zu einem erheblichen Teil bis zum in Kraft treten des BGB am 1. Januar 1900 geltendes Recht.
Darüber hinaus verfasste er u. a. folgende Werke:
- Juris consultorum vitae (1557), Lebensbeschreibungen bedeutender Juristen
- Exegeses summariae omnium titulorum institutionum (1573)
- Ars Notariatus
- Consilia (posthum 1590) erschienen
- Diverse Gedichte und Übersetzungen u. a. aus Galenus und Chrysostomos
- Gutachten, etwa zu einem Hexenprozess in Hanau 1567[4]